# La Canterita
La Canterita är en ort i Mexiko.   Den ligger i kommunen Comonfort och delstaten Guanajuato, i den centrala delen av landet, 220 km nordväst om huvudstaden Mexico City. La Canterita ligger 1 811 meter över havet och antalet invånare är 428.
Terrängen runt La Canterita är huvudsakligen kuperad, men åt sydväst är den platt. Runt La Canterita är det ganska tätbefolkat, med 149 invånare per kvadratkilometer. Närmaste större samhälle är Comonfort, 2,5 km nordväst om La Canterita. I omgivningarna runt La Canterita växer huvudsakligen savannskog.